# Traveller (álbum de Chris Stapleton)
Traveller —en español «Viajero»— es el álbum de estudio debut del cantante, compositor y guitarrista estadounidense Chris Stapleton. El álbum fue producido por Dave Cobb y Stapleton, y fue publicado el 5 de mayo de 2015 por el sello Mercury Nashville.
Descrito por los críticos como un "country de vieja escuela", álbum rock sureño, Traveller recibió la aclamación de la crítica e hizo que Stapleton ganará varios premios. Fue nombrado Álbum del Año en el 2015 en los Country Music Association Awards. Además, recibió una nominación en la 58.ª edición de los Premios Grammy a Álbum del Año y Mejor Álbum de Música Country. La canción «Traveller» también ganó a Mejor Interpretación de Country Solista. En los Academy of Country Music Awards de 2016 ganó a Álbum del Año, con la canción  y «Nobody to Blame» también ganó a Canción del Año.
Traveller alcanzó la posición #1 en el Billboard 200 después de un dueto realizó por Stapleton y Justin Timberlake en los Country Music Association Awards de 2015. El álbum ha sido certificado doble disco platino por la RIAA y ha vendido más de 1.8 millones de copias en Estados Unidos a partir de marzo de 2017.
El álbum generó tres sencillos: Traveller, Nobody to Blame y Paachute. «Nobody to Blame» alcanzó el top 10 en el chart Country Airplay. Stapleton ha publicado un vídeo para la canción «Fire Away».

## Música y composición
El álbum es un disco country de la vieja escuela mezclado con rock sureño. Las canciones del álbum incluyen guitarra eléctrica, mandolina, y guitarra acústica. «The Devil Named Music» exclama la dura vida en el camino, «Might As Well Get Stoned» incluye letras de resignación, y «Sometimes I Cry» es una canción blues. «Daddy Doesn't Pray Anymore» envuelve reflexiones sobre su padre en el lenguaje del retroceso religioso. En una entrevista para Rolling Stone, Stapleton comentó: "Si alguien me dice que suena anticuado, diría que es genial, siempre y cuando la fecha sea 1978. Mis cosas favoritas son a partir de entonces".
Stapleton escribió o coescribió todas menos dos de las 14 canciones que componen el álbum. El álbum incluye un cover con influencia blues del sencillo de David Allan Coe, «Tennessee Whiskey» y «Was It 26» de Charlie Daniels, escritas por Don Sampson.

## Lista de canciones
| CD  |                              |          |  |
| N.º | Título                       | Duración |  |
| 1.  | «Traveller»                  | 3:42     |  |
| 2.  | «Fire Away»                  | 4:04     |  |
| 3.  | «Tennessee Whiskey»          | 4:52     |  |
| 4.  | «Parachute»                  | 4:13     |  |
| 5.  | «Whiskey and You»            | 3:56     |  |
| 6.  | «Nobody to Blame»            | 4:04     |  |
| 7.  | «More of You»                | 4:37     |  |
| 8.  | «When the Stars Come Out»    | 4:16     |  |
| 9.  | «Daddy Doesn't Pray Anymore» | 4:09     |  |
| 10. | «Might as Well Get Stoned»   | 4:37     |  |
| 11. | «Was It 26»                  | 4:49     |  |
| 12. | «The Devil Named Music»      | 6:07     |  |
| 13. | «Outlaw State of Mind»       | 5:37     |  |
| 14. | «Sometimes I Cry»            | 4:02     |  |